# 規則五選秀
規則五選秀（英語：Rule 5 draft），美國職棒大聯盟的選手選秀制度之一，每年12月在經理人冬季會議（Winter Meeting of general managers）時進行。這個選秀規則開放各大聯盟球隊可在小聯盟其他球隊中選擇保護名單外的年輕球員。
被選中的年輕球員，在明年整個球季中，將會被登錄到25人名單中，得到保證登上大聯盟的機會；若在大聯盟出賽的時間短於規定，選中的球隊必須將這位球員歸還給原球隊。其目的主要是為了防止太多有潛力的新人球員，因為在小聯盟戰績不佳的隊伍中打球，無法得到表現機會；或是未得到球隊重視，但又受限合約，無法登上大聯盟。

## 歷史
這個制度始於1959年。

## 選秀資格
選手和大聯盟球隊簽第1張合約時若滿19歲，則簽約後滿4個球季；若未滿19歲則簽約後滿5個球季，就具有規則5選秀資格。但選手和球隊簽約後，若因傷或其他因素，原合約在1年內作廢並重簽新約，則簽約後就適用規則5選秀。